# Parachernes pulcher
Espèce
Parachernes pulcher est une espèce de pseudoscorpions de la famille des Chernetidae.

## Distribution
Cette espèce est endémique d'Amazonas au Brésil. Elle se rencontre vers Demeni.

## Description
La femelle holotype mesure 2,3 mm.

## Publication originale
- Mahnert, 1979 : Pseudoskorpione (Arachnida) aus dem Amazonas-Gebiet (Brasilien). Revue Suisse de Zoologie, vol. 86, no 3, p. 719-810 (texte intégral).